# 肯·施瓦伯
肯·施瓦伯（英語：Ken Schwaber，1945年—），生於美國伊利諾州惠頓，是一個軟件開發人員、產品經理和行業顧問。是敏捷軟體開發宣言的17位發起人之一，與傑夫·薩瑟蘭合作，共同建立了Scrum這套軟體開發方法。

## 生平
畢業於美國商船海員學校（United States Merchant Marine Academy）。